# فيليبا فورستر
فيليبا فورستر (بالإنجليزية: Philippa Forrester)‏ هي مقدمة تلفزيونية بريطانية، ولدت في 20 سبتمبر 1968 في ونشستر في المملكة المتحدة.

## وصلات خارجية
- فيليبا فورستر على موقع IMDb (الإنجليزية)
- فيليبا فورستر على موقع كينوبويسك (الروسية)